# Павниси (церковь)
Церковь Павниси в честь Святого Георгия Победоносца (груз. ფავნისის წმინდა გიორგის ეკლესია) — грузинская православная церковь в Каспском муниципалитете в центральном крае (мхаре) Грузии Шида-Картли. Представляет собой зальный храм, построенный в IX—X веках. Церковь Павниси известна своими фресками, датированными второй половиной XII века. Церковь включена в список недвижимых памятников культуры национального значения Грузии.

## Общие сведения
Церковь Павниси расположена на старом кладбище к югу от современного села Гарикула, на территории, которая исторически была известна как Павниси. Построенная из песчаника и туфа и имеющая размеры 12,4 × 10,8 м, это простая зальная церковь с полукруглой апсидой на востоке. Церковь покрыта полуцилиндрическим сводом, который поддерживается арками на пилястрах. В здание можно попасть через дверной проём в южной стене. Низкая часовня — в настоящее время полуразрушенная — пристроена к южному фасаду церкви. Интерьер украшен фресками. На восточном фасаде скульптурные орнаментальные кресты с обеих сторон окна и изображение змея, проглатывающего солнце на большой плите из песчаника, помещённой над окном.

## Фрески
Оштукатуренные стены интерьера украшены фресками высокой художественной ценности, выполненными между 1170 и 1180 годами и закрашенными более ранним слоем фресок, которые можно проследить на северных и южных стенах. Стиль изображений демонстрирует, что художник был хорошо знаком с византийскими образцами. Фрески, отмеченные гармонией цвета и чистотой линий, в значительной степени исчезли или были удалены, но в апсиде находятся в относительно лучшем состоянии.
Конха святыни украшена деисусом. В среднем регистре изображены бюсты двенадцати апостолов, а в нижнем регистре изображены десять отцов Церкви и два диакона в двух рядах, которые сходятся на Святом Кресте, заключённом в медальон, и под изображением Спаса Нерукотворного немного ниже. Западная стена занята христологическим циклом, включающим Преображение Господне, а ниже — Пятидесятницу и Вход Господень в Иерусалим.
Существует также обширный цикл жизни и мученичества святого Георгия, состоящий из пяти сцен, в том числе изображающий Георгия, спасающего юношу из плена, одно из древнейших представлений легенды в христианском искусстве. То, что почитание святого Георгия было особенно велико в средневековой Грузии, иллюстрируется портретом ктиторов в северной стене, где две внушительные фигуры благородных мирян и ребёнок между ними изображены молящимися, а Георгий — святым заступником. По бокам отображаются изображения мечей и щитов. Жертвователи, вероятно, являются членами дворянской семьи Павнели, известной по средневековым записям.